# Absintin
Absintin är en naturligt producerad triterpenlakton från växten Artemisia absinthium (Malört). Det är ett av de mest bittra kemiska substanserna som är orsaken till absintens distinkta smak. Föreningen visar biologisk aktivitet och har visat löfte som ett antiinflammatoriskt medel, och bör inte förväxlas med tujon, ett neurotoxin som också finns i Artemisia absinthium.

## Kemisk struktur
Absintins (1) komplexa struktur klassificeras som en sesquiterpenlakton, vilket betyder att den tillhör en stor kategori av naturprodukter som kemiskt bygger på 5 kol-"byggstenar" (3) härledda från isopren (4). Den fullständiga strukturen består av två identiska monomerer (2) som är bundna via en misstänkt naturligt förekommande Diels-Alderreaktion som uppträder vid alkenerna på guaianolidens 5-ledade ring.

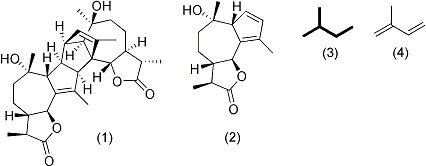
Illustration av isoprenoidkomponenterna som är involverade i biosyntesen av absintin.

## Totalsyntes
Totalsyntes av (+)-absintin genomfördes 2004 av Zhang, et al. Det slutliga rapporterade utbytet av syntesen var 18,6 procent under en process i tio steg med ursprung i santonin (1), ett kommersiellt tillgängligt reagens. Grunden för syntesen var ringutvidgningen av den ursprungliga 6-ledade kolringen till den 7-ledade ringen, vilket skapade bildandet av guaianolidmonomeren (2) byggnadsställning, följt av Diels-Alderkoppling (3) och slutliga stereokemiska modifieringar som resulterade i (+)-absintin (4).

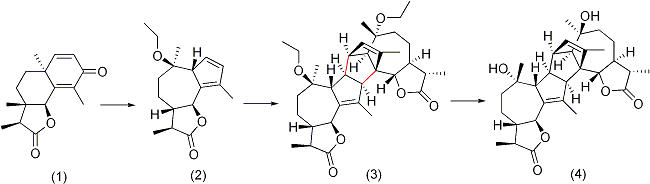
Illustration av den totalsyntesen utförd av Zhang, m.fl. av absintin

## Biosyntes
Den fullständiga biosyntesen av absintin i Artemisia absinthium har inte klarlagts, men en stor del av den kan härledas från de naturliga produktprekursorer som krävs för att få tillgång till absintin. Medan terpenoider som absintin kan sägas bestå av isopren-"enheter", är isopren i sig för stabil och reagerar inte direkt. Snarare överförs isoprenenheterna och reageras som difosfater. Som nomenklaturen för terpener antyder innehåller den första absintinprekursorn farnesyldifosfat [A] 15 kol, eller 3 isoprenenheter. Difosfatavgång (1) genererar en karbokatjon i syntaset, som sedan kan attackeras av en kol-kol-dubbelbindning vid den motsatta änden av molekylen (2). Den första stabila intermediären i biosyntesvägen i Artemisia är sannolikt germacrene A [B], som tidigare har identifierats i växtsesquiterpenvägar som en föregångare till guaianolider. Därifrån sker hydroxylering (3), följt av oxidation (4) till en aldehyd direkt följt av ytterligare hydroxylering (5) och bildning av en karboxylgrupp. Det är viktigt att notera försvinnandet av den terminala kol-kol-dubbelbindningen efter (4), eftersom minskningen av denna bindning i slutprodukten skiljer absintinmonomeren från andra germacrene A-nedströmsprodukter. Denna minskning sker inte nödvändigtvis i steg 4, utan kan inträffa längre nedströms. Med karboxyl- och hydroxylgruppen på plats kan guaianolakton [C]-bildningen via uttorkning (7) inträffa, vilket föreslås för en allmän guaianolidväg. Bildning av absintinsesquiterpen guaianolidmonomeren [D] från hydroxylering och dubbelbindningsomläggning (8,9) antas sedan att direkt föregå dimerisering till absintin [E] via en naturligt förekommande Diels-Alderreaktion [10], vilket sannolikt underlättas av det associerade syntaset även om reaktionen i sig kan ske spontant med gott utbyten, om än långsammare än typisk naturlig produktbiosyntes.

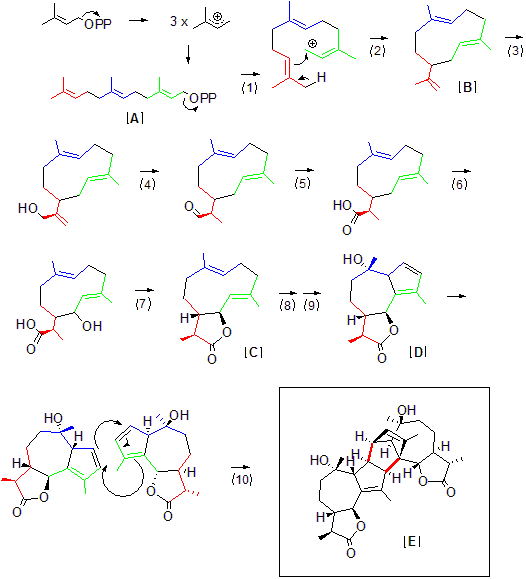
Illustration av den föreslagna biosyntesen av absintin som tolkas från liknande guaianolidvägar i Artemisia

Medan inga syntaser som är specifika för Artemisia absinthium har isolerats tillräckligt för att återskapa denna speciella sesquiterpenbildning in vitro, visar det allmänna reaktionsschemat som presenteras här ett troligt scenario för absintinbiosyntes genom användning av terpenmellärer som används i biosyntesen av germacrene A, en annan sesquiterpenlakton.